# محمد الحلاق
محمد الحلاق (ولد في 1 يناير 1999) لاعب كرة قدم سوري يجيد اللعب في مركز الجناح الأيمن كما يجيد اللعب في مركز الجناح الأيسر. لعب لصالح نادي المنامة الذي ينافس في الدوري البحريني الممتاز منذ 2021. تعاقد معه نادي الرفاع ليُمثل الفريق في الموسم الرياضي لعام 2024-2025.

## المسيرة الرياضية

### الأندية
في 1 يوليو 2018 تم تصعيد الحلاق إلى الفريق الأول للوحدة السوري. في موسمه الأول ساهم في احتلال الوحدة المركز الثالث في الدوري السوري الممتاز 2018–19 بعدما جمع 49 نقطة بفارق خمس نقاط فقط عن البطل الجيش. وفي بطولة كأس سوريا ساهم في وصول الوحدة إلى الدور الربع النهائي حيث خسر من الوثبة 2-3 في مجموع المباراتين.
في الموسم التالي 2019-2020 تراجع مستوى الوحدة حيث احتل المركز الخامس في الدوري الممتاز برصيد 44 نقطة بفارق 15 نقطة عن البطل تشرين. أما في بطولة كأس سوريا فقد ساهم الحلاق في تتويج الوحدة بالبطولة بعدما تغلب في المباراة النهائية على المجد 3-1 وبذلك يتوج الحلاق بأولى بطولاته الشخصية.
في الموسم الثالث والأخير 2020-2021 للحلاق مع الوحدة فقد ساهم في تتويج الوحدة ببطولة كأس السوبر السوري بعدما فاز على تشرين 2-1 ليتوج الحلاق بثاني بطولاته الشخصية. في بطولة الدوري الممتاز تحسن أداء الوحدة ليحتل المركز الرابع برصيد 47 نقطة بفارق 12 نقطة عن البطل تشرين. أما في بطولة كأس سوريا فقد خسر الوحدة لقبه بعدما خرج من الدور الربع النهائي بخسارته من الاتحاد بركلات الترجيح.
في 21 يوليو 2021 انتقل الحلاق من الوحدة إلى المنامة البحريني في عقد يمتد لمدة ثلاث مواسم. في موسمه الأول 2021-2022 وفي بطولة الدوري ساهم في احتلال فريقه المركز الثاني برصيد 39 نقطة من 18 مباراة بفارق ثلاث نقاط عن البطل الرفاع. واستطاع الحلاق تسجيل خمسة أهداف وصناعة عشرة أهداف. وفي بطولة كأس ملك البحرين ساهم في وصول فريقه إلى الدور الربع النهائي عندما خسر من الرفاع الشرقي بركلات الترجيح. وفي بطولة كأس الاتحاد البحريني خرج فريقه من دور المجموعات.

### المنتخبات
شارك الحلاق منتخب سوريا تحت 17 سنة في تصفيات بطولة آسيا تحت 16 سنة لكرة القدم 2014 حيث أوقعته القرعة في المجموعة الرابعة التي أقيمت بنظام التجمع في الأردن. ساهم الحلاق في فوز سوريا على أفغانستان 3-0 حيث سجل هدفين والتعادل مع الأردن المستضيف 4-4 حيث سجل الحلاق هدف واحد والسعودية 0-0 وبالتالي احتلال المركز الثاني برصيد 5 نقاط والتأهل إلى بطولة آسيا للناشئين تحت 16 عاما 2014 التي أقيمت في تايلند. أوقعت القرعة سوريا في المجموعة الرابعة الحديدية. فازت سوريا على إيران 2-1 وتعادلت مع قطر 1-1 والسعودية 0-0 ليحتل سوريا المركز الثاني برصيد 5 نقاط وليتأهل إلى الدور الربع النهائي حيث فاز على أوزبكستان 5-2 في خسر في الدور النصف النهائي من كوريا الجنوبية 1-7 ويتأهل إلى بطولة كأس العالم تحت 17 سنة لكرة القدم 2015 التي أقيمت في تشيلي للمرة الثانية في تاريخه. أوقعته القرعة في المجموعة السادسة حيث تعادل مع نيوزيلندا 0-0 (شارك 45 دقيقة) وخسر من فرنسا 0-4 (شارك في 32 دقيقة) والباراغواي 1-4 (شارك في 29 دقيقة) ليخرج من الدور الأول.
شارك مع منتخب سوريا تحت 23 سنة في تصفيات بطولة آسيا تحت 23 عاما 2020 حيث أوقعته القرعة في المجموعة الخامسة التي أقيمت بنظام التجمع في الكويت. ساهم الحلاق في الفوز على قيرغيزستان والكويت بنفس النتيجة 2-0 والتعادل مع الأردن 1-1 ليتصدر المجموعة برصيد 7 نقاط ويتأهل إلى بطولة بطولة آسيا تحت 23 عاما 2020 التي أقيمت في تايلند. وقع سوريا في المجموعة الثانية حيث ساهم الحلاق في الفوز على اليابان 2-1 (شارك في 63 دقيقة) والتعادل مع قطر 2-2 (شارك في 10 دقائق) والخسارة من السعودية 0-1 (لعب المباراة كاملة) ليحتل المركز الثاني برصيد 4 نقاط ويتأهل إلى الدور الربع النهائي حيث خسر من أستراليا 0-1 بعد تمديد الوقت (شارك في 14 دقيقة) ليخرج من منافسات البطولة ويفشل في التأهل إلى دورة الألعاب الأولمبية الصيفية 2020.
استدعي الحلاق من قبل التونسي نبيل معلول للمشاركة دوليا مع منتخب سوريا. في 25 مارس 2020 ظل الحلاق حبيس دكة الاحتياط في مواجهة البحرين التي خسرتها بنتيجة 1-3. في المباراة الدولية التالية شارك الحلاق دوليا لأول مرة في مسيرته الرياضية عندما دخل في الدقيقة 77 أمام إيران في المباراة التي انتهت بفوز إيران 3-0. ثم شارك الحلاق في أول مباراة رسمية برفقة سوريا عندما تغلب على المالديف ثم غوام على التوالي ليساهم في تصدر سوريا المجموعة الأولى في المرحلة الثانية برصيد 21 نقطة والتأهل إلى المرحلة الثالثة من تصفيات كأس العالم لكرة القدم 2022 وكذلك بطولة كأس آسيا 2023 التي ستقام في الصين.

## الألقاب والجوائز
- الأندية
  - الوحدة
    - كأس سوريا (1): 2019-20
    - كأس السوبر السوري (1): 2020